# Minas Tirith

Karta över staden Minas Tirith.

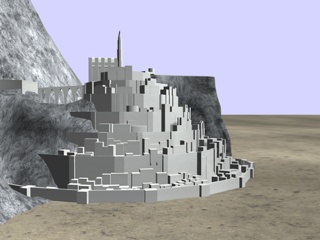
En grov datorrendering av staden Minas Tirith som den avbildas i Peter Jacksons Trilogi om Härskarringen.

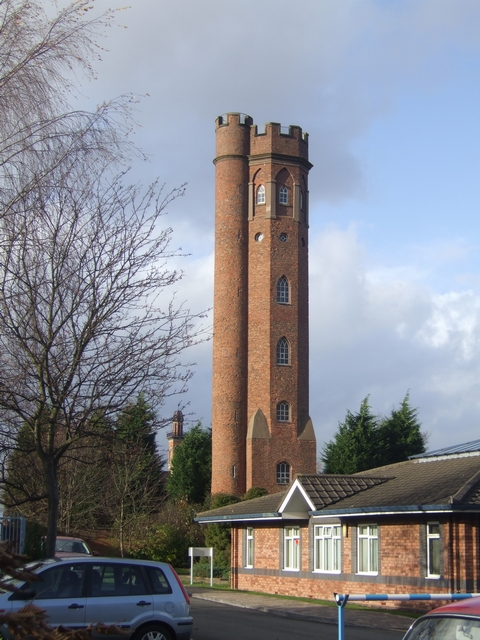
Vattentornet i Edgbaston Water Works i Birmingham tros ha inspirerat Tolkien till Minas Tirith. Tolkien bodde under sin barndom i närheten av tornet.

Minas Tirith, sindarin för Vakttornet, är en fiktiv befäst stad i J.R.R. Tolkiens värld om Midgård. Staden ligger i Östra Gondor, på en kulle vid Mindolluins fot. Staden var Gondors huvudstad under den andra halvan av den tredje åldern, och dessutom hemvistet för Gondors regenter. Oftast brukade den kallas för Den vita staden, eller Kungarnas stad. Rohirrim kallade staden för Mundborg.

## Beskrivning
Minas Tirith var byggt på en kulle vid Mindolluins fot i Anorien; dess köl pekade österut mot Osgiliath. Den låg vid samma latitud som motsvarar dagens Florens i Italien. Staden var indelad i sju nivåer, vardera 100 fot (30 m) höga med en vit mur. Stadens lägsta mur var gjord av svart sten, likt den som fanns i Orthanc, och var i praktiken omöjlig att skada. Det sägs att en kraftig jordbävning som skakade om marken runt muren var det enda som kunde skada den. 
I mitten av muren låg Den stora porten, som var stadens huvudport. Porten var skapad av järn och stål, och den bevakades av stentorn och bålverk. Portens järndörrar roterades tillbaka för att kunna öppna porten. Framför porten låg ett stenlagt område där vägarna till staden möttes, som inkluderar den norra vägen som anslöt sig till den stora västvägen till landet Rohan, den södra vägen till Gondors södra provinser och den östra vägen till Osgiliath.
I de sju murarna fanns det en port som ledde till nästa nivå; men portarna låg inte i linje med varandra, utan låg på motsatta stället som de närliggande nivåernas portar låg. Ett lösenord krävdes för att kunna passera stadens alla portar. Stadens murar var ett urgammalt försvar för att hindra någon fiende att ta sig upp till stadens citadell.
Stadens köl var en stor klippa, riktad åt öster, som delade alla nivåer itu utom den lägsta. Den slingrande vägen genom staden passerades därför genom fem tunnlar i klippan. En lutande trapptunnel grävdes inne i klippan för att kunna nå den sjunde porten och citadellet. På toppen av klippan, på stadens sjunde nivå, bildade den ett bröstvärn. Vid bortre änden av bröstvärnet fanns en öppning i muren och en stenbänk där folk kunde se ner på den stora porten och ut över Pelennors fält, 700 fot (213 m) över jordytan. 
I varje nivå av staden fanns många bakgator, trånga färdvägar, marknadsplatser, torn, familjebutiker och bostäder. Huvudvägen genom staden delade upp byggnaderna mellan två rader. I stadens arkivbyggnader fanns det många böcker och rullar som innehöll kunskaper, diarium och historier från Gondors forntid. På den första nivån av staden låg Gästgiveriet i Lyktmakaregatan (Rath Celerdain). På den sydöstra sidan av den sjätte nivån av staden låg Helandets hus, som var omgivet av vackra parker, vilka var relativt unika i staden. På den sjätte nivån fanns även stallar och bostäder för ryttare och budbärare.
På den sjunde och sista nivån av staden, i den så kallade "aktern", låg Minas Tiriths citadell. Det var en stark, muromgärdad kastell där härskarna över Gondor hade sitt slott. Runt citadellets murar fanns sju torn och i mitten låg Ecthelions torn, där Minas Tiriths palantír fanns. Tornet var 300 fot (91 m) högt, vilket tyder på att dess krön ligger 1000 fot (305 m) över jordytan. Däruppe svajade rikshovmästarnas baner. Bakom tornet i väster låg Konungarnas sal, där Gondors tron låg. På den norra sidan av tornet låg Merethrond (Den stora festsalen). Framför tornet i öster låg Brunnsgården, som var stenlagt med vita stenar. Där, bredvid en gårdsfontän, stod det Vita trädet, som var symbolen för Gondor. På citadellet fanns även baracker för stadens citadellvakter och andra byggnader för gäster och tjänare.
Bakom citadellet, på en lite lägre nivå, låg Rath Dínen (Den tysta gatan), där kungarnas och rikshovmästarnas gravar låg. Gravarna kunde endast nås via en slingrande väg som ledde ner från Fen Hollen (Den stängda dörren) på stadens sjätte nivå. Denna dörr öppnades endast för kungarna och rikshovmästarna av Gondor, samt av tjänare som tog hand om gravarna och mausoleerna.

### Pelennors fält
Utanför Minas Tirith låg Pelennors fält, som var stadens bördiga jordbruksmarker. Det fanns ett par bondgårdar i Pelennors fält, trots att de flesta av invånarna bodde i staden. Namnet Pelennor betyder Inhägnad mark på sindarin. På denna plats utspelade sig det stora slaget vid Pelennors fält under Ringens krig.

### Harlond
Harlond är Minas Tiriths hamn, byggt bredvid den stora floden Anduin nedanför den sydöstra delen av Rammas Echor. Namnet betyder "Södra hamnen" på sindarin. På denna plats landsteg Aragorn och hans män från deras beslagtagna kaparskepp från Umbar under slaget vid Pelennors fält.

## Historia

### Tidig historia
Ursprungligen var staden känt som Minas Anor, Solens torn. Minas Anor byggdes 3320, Andra åldern, av Anárion, Isildur bror och Elendils andra son. Kung Ostoher återuppbyggde staden år 420, som ett sommarresidens. Staden blev sedermera huvudstad efter att Osgiliath, Gondors forntida huvudstad, drabbades mycket svårt av Ättefejden mellan åren 1432-1447, Den stora pesten år 1636 och av de många krigen mot Mordor under resten av den tredje åldern.
År 2002 blev Minas Tiriths systerstad, Minas Ithil, Månens torn, beläget nära Mordor, taget av Nazgûl. Minas Ithil kallades hädanefter Minas Morgul, Svartkonstens borg, och Minas Anor kallades hädanefter Minas Tirith ('Vakttornet'), för att utmana Morguls makt. Under de närmaste tusen åren blev Nazgûlerna aldrig utdrivna ur Minas Morgul, men Minas Tirith bestod. När Sauron sedan återvände till Mordor, samlade han stora styrkor för att belägra Minas Tirith under Ringens krig.

### Ringens krig
Under Ringens krig (mellan åren 3018-3019 i den tredje åldern) hade Minas Tirith bara hälften av den befolkningen som kunde ha bott i staden. 

#### Rammas Echor
Under den senare delen av tredje åldern byggdes den befästa muren Rammas Echor, en stor ringmur som omringade staden och Pelennors fält. Den nådde ända till Osgiliath, där mindre fort var byggda på västbanken. Dessa fort var garrisonerade trots att Osgiliath sedan länge låg i ruiner. Rammas byggdes av Ecthelion II, men föll i vanvård och reparerades först ett år innan Ringens krig.
Echtelions son, Denethor II såg till att muren försvarades, trots att rådet ville att man skulle dra sig tillbaka till Minas Tirith. I Ringens krig visade sig att Rammas Echor var tämligen ineffektivt mot de stora arméerna som Sauron sänt dit.

#### Belägringen
Faramir och garnisonen kunde inte hålla ut i Osgiliath eller i forten på grund av de överväldigande styrkorna från Mordor, och de drevs tillbaka med stora förluster. Faramir ledde de sista som fanns kvar där innan reträtten och blev svårt skadad och närapå dödad. Men han räddades tack vare Imrahil och dennes kavallerichock, samt av Gandalf. Resten av Gondors styrkor vid forten kunde därmed retirera till Minas Tirith. 
Minas Tirith belägrades sedan av orcher från Mordor, Östringar från Rhûn och Haradrim från Harad; allt land förmörkades under de stora mörka moln Sauron skickade ut från Orodruin. En stor del av stadens första nivå ödelades under striden. Även om muren var intakt, bröts huvudporten itu av Grond och Häxmästaren av Angmar. Häxmästaren stoppades dock av Gandalf och Rohans inblandning gjorde så att Mordors styrkor blev distraherade. Slaget vid Pelennors fält ägde rum den 15 mars, 3019, på fälten utanför staden. Trots stora förluster var Minas Tirith aldrig hotat efter det, eftersom Gondor och Rohan segrade. Både Häxmästaren och i praktiken hela Saurons armé dödades under slaget.

### Följder
Den 1 maj, 3019 blev Aragorn krönt som Elessar, kung över Gondor och Arnor på Pelennors fält. Därefter tågade han in i staden som kung och hyllades av stadens befolkning.
Dvärgen Gimli och delar av Dúrins folk från de Glittrande grottorna i Aglarond kom till staden efter Ringens krig och reparerade stora delar av den. De använde mithril, Midgårds starkaste metall, för att smida en ny huvudport åt staden. De återuppbyggde även Rammas Echor, efter att ha förstörts av orcher under den stora belägringen. 
Minas Tirith sägs ha funnits långt in i Fjärde åldern och fortsätta att vara Gondors huvudstad. Man vet inte om staden Osgiliath återuppbyggdes. Dock så förstördes Minas Ithil av Elessar strax efter Ringens krig.